# Panaitoliko
Panaitoliko  este un oraș în Grecia în prefectura Aetolia-Acarnania.